# كيكي بوكاسا
الاميرة كيكي بوكاسا (ولدت عام 1975, باريس، فرنسا)  وهي فنانة تصور ذاتي، تعمل في الفن التعبيري، نوع من الفن الرمزي. لديها لوحات في مجموعات خاصة في الخليج العربي والولايات المتحدة الامريكية. نشأت في لبنان وقد عرضت بشكل واسع في بيروت والخارج.
في أبريل/نيسان 2009 , أنشأت بوكاسا حدثا فنيا غامرا في بيروت تحت عنوان «72 ساعة», حيث رسمت لمدة 72 ساعة متواصلة كشكل من أشكال التعبير السلمي في السجن المفروض ذاتيا. تم العمل في مكعب قماش عملاق في مختبر الفن. حضر هذا الحدث أكثر من 30 وسيلة اعلامية دولية وتم الإبلاغ عنها في 74 دولة على الاقل.
وهي ابنة امبراطور الامبراطورية الأفريقية الوسطى جان بيديل بوكاسا.